# La última estación
La última estación es una película biográfica alemana sobre León Tolstói, basada en la novela biográfica publicada en 1990 por Jay Parini. Protagonizada por Christopher Plummer como Tolstói y Helen Mirren como su esposa Sofia Behrs, se estrenó en el Festival de Cine de Telluride del año 2009.
De Sony Pictures Classics adquiere derechos de distribución y estreno de la película-una prima de calificación de ejecución limitada el 23 de diciembre de 2009, con un lanzamiento más amplio el 15 de enero de 2010.

## Sinopsis
Tras casi cincuenta años de matrimonio, la condesa Sofía, esposa devota, amante apasionada, musa y colaboradora de León Tolstói, descubre de repente que su mundo se tambalea. En nombre de la nueva religión que acaba de crear, el gran novelista ruso renuncia a su título nobiliario, a sus propiedades e incluso a su familia en favor de la pobreza, el vegetarianismo y el celibato.
Sofía se consume con justificada indignación cuando descubre que el leal discípulo de Tolstói, Vladimir Chertkov, a quien ella desprecia, puede haber convencido a su marido para que haga un nuevo testamento. El documento le daría los derechos de sus obras al pueblo ruso en vez de a su propia familia. Utilizando toda su astucia y todas las armas de seducción de su considerable arsenal, Sofía lucha ferozmente por lo que ella cree que le corresponde. Sin embargo, su comportamiento extremo hace que le sea más fácil a Cherkov convencer a Tolstói del daño que le hará a su glorioso legado. El conflicto se vuelve tan intenso que Tolstói, a los 82 años, el personaje más mediático del mundo, abandona su casa en mitad de la noche, mientras su mujer alquila un tren para seguirlo por toda Rusia.
En este campo minado se mueve el honorable nuevo ayudante de Tolstói, el ingenuo Valentín Bulgakov, convirtiéndose en un títere, primero del intrigante Chertkov y luego de la herida y vengativa Sofía, en los intentos de ambos por socavar los logros del otro. Complicando aún más la vida de Valentín está la irrefrenable pasión que siente por Masha, un alma librepensadora que comparte los ideales de Tolstói, cuya postura poco convencional respecto al sexo y al amor, le imponen y le confunden. Atraído por las ideas de Tolstói acerca del amor ideal, pero desconcertado por el rico y turbulento matrimonio de éste, Valentín no tiene lo que hay que tener para poder lidiar con las complicaciones del amor en el mundo real.

## Premios

### Premios Oscar
| Año  | Categoría              | Película            | Resultado |
| ---- | ---------------------- | ------------------- | --------- |
| 2009 | Mejor Actriz           | Helen Mirren        | Candidata |
| 2009 | Mejor Actor de Reparto | Christopher Plummer | Candidato |

### Premios Globo de Oro
| Año  | Categoría              | Película            | Resultado |
| ---- | ---------------------- | ------------------- | --------- |
| 2009 | Mejor Actriz - Drama   | Helen Mirren        | Candidata |
| 2009 | Mejor Actor de Reparto | Christopher Plummer | Candidato |

### Premios del Sindicato de Actores
| Año  | Categoría              | Película            | Resultado |
| ---- | ---------------------- | ------------------- | --------- |
| 2009 | Mejor Actriz           | Helen Mirren        | Candidata |
| 2009 | Mejor Actor de Reparto | Christopher Plummer | Candidato |